# Joseph Lebeau
Pour les articles homonymes, voir Lebeau.
Joseph Lebeau, né le 3 janvier 1794 à Huy où il meurt le 19 mars 1865, est un homme d'État belge, de tendance libérale, qui devient de facto le chef de l'exécutif du royaume de Belgique du 28 mars 1831 au 24 juillet 1831. Il est l'un des pères fondateurs de la Belgique.

## Biographie
Joseph Lebeau, né à Huy en 1794, est le fils de François Lebeau, orfèvre, et de Jeanne Mathieu. Selon la tradition familiale, Joseph Lebeau descendrait en ligne directe de Jehan le Bel (de la maison d'Isle de la Cange). Le 3 janvier 1825, il épouse à Liège Constance Ouwerx, fille de notable, qui lui donnera trois fils.
François Lebeau confie l'éducation de Joseph à l'un de ses oncles, l'abbé Mathieu, curé de Hannut. Ayant constaté qu'il n'avait pas la vocation religieuse, son père le fait rentrer comme commis dans les bureaux de l'enregistrement. Grâce à ses émoluments, Joseph Lebeau s'inscrit en droit à l'Université de Liège. En 1819, il adhère à la loge maçonnique de Huy, « les Amis de la Parfaite Intelligence » et, en  décembre de cette année, il obtient son doctorat en droit. Il s'inscrit alors comme avocat au barreau de Liège. 

### Activiste libéral de Liège
À partir de 1819, il commence à se passionner pour la politique, notamment pour les discours de Manuel et de Royer-Collard, rapportés dans les journaux. Le 10 mars 1824, il fonde à Liège avec Charles Rogier, Firmin Rogier et Paul Devaux un journal libéral, le Matthieu Lansbergh, qui devient ensuite le Politique. Peu à peu, ce journal en vient à prôner l'union des catholiques et des libéraux contre Guillaume Ier des Pays-Bas. À cette époque, il écrit aussi un livre, Observations sur le pouvoir royal, qui défend la limitation des pouvoirs du souverain. 

### Député au Congrès national
À la Révolution de 1830, Charles Rogier part pour Bruxelles où il est nommé ministre du gouvernement provisoire. Le 30 septembre, Lebeau est nommé avocat général à Liège, à la place de Charles Nicolas Joseph de Warzée d’Hermalle. Dans le courant du mois d'octobre, il soutient le projet de donner le trône de Belgique au prince d'Orange. En novembre, il est élu député au Congrès national.
Il prend parti en janvier 1831 contre la candidature de Louis d'Orléans au trône de Belgique. Il a en effet compris que le soutien du Royaume-Uni est indispensable pour pérenniser l'indépendance de la Belgique et que cette puissance n'accepterait qu'elle prenne pour souverain le fils du roi des Français. Il soutient donc Auguste de Leuchtenberg. La majorité se rallie cependant à Louis d'Orléans, mais le roi Louis-Philippe refuse l'offre.

### Chef de cabinet

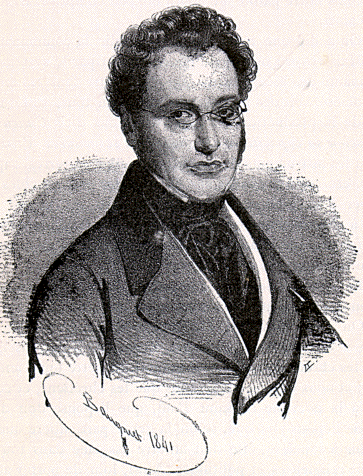
Joseph Lebeau (gravure exécutée en 1841).

C'est alors qu'Étienne de Sauvage, nommé par Érasme-Louis Surlet de Chokier pour former un gouvernement, fait appel à Joseph Lebeau. Celui-ci accepte à condition que Paul Devaux soit également membre du gouvernement. Cette proposition se heurte dans un premier temps à la volonté de Surlet de Chokier. En effet, celui-ci, persistant à croire que le soutien de Paris seul était nécessaire à la jeune Belgique, ne voulait pas de deux partisans des thèses opposées dans son gouvernement. Pourtant, de Sauvage réussit à le convaincre et forme son exécutif. Il est composé de :
- Étienne de Sauvage, ministre de l'Intérieur,
- Charles de Brouckère, ministre des Finances (remplacé par Auguste Duvivier le 30 mai),
- Antoine Barthélemy, ministre de la Justice,
- le colonel Constantin d'Hane-Steenhuyse, ministre de la Guerre (remplacé par Amédée de Failly le 13 mai),
- Joseph Lebeau, ministre des Affaires étrangères,
- Paul Devaux, ministre sans portefeuille.

Ce gouvernement n'a officiellement pas de chef, mais Joseph Lebeau en assure la direction de facto. Tout d'abord, il entreprend de trouver un roi à la Belgique. Paul Devaux lui suggère la candidature de Léopold de Saxe-Cobourg et Gotha, veuf de la princesse de Galles et oncle maternel de l'héritière du trône britannique (la future reine Victoria), et il se rallie immédiatement à ce choix. Lord Palmerston soutient cette idée et fait savoir à Lebeau que dans cette hypothèse, la Belgique pourrait récupérer le Luxembourg, que lui refusaient les protocoles de Londres du 20 janvier 1831.
Reste à convaincre le prince lui-même. Celui-ci accepte à condition que la Belgique trouve un arrangement avec les grandes puissances européennes. En mai 1831, Paul Devaux et Jean-Baptiste Nothomb partent pour Londres pour proposer officiellement la couronne au prince Léopold, Lebeau restant à Bruxelles pour défendre son gouvernement. Le prince Léopold apporte néanmoins son soutien à la diplomatie belge dans ses négociations avec la conférence de Londres, qui accepte finalement que la Belgique puisse acheter le Luxembourg. Jean-Baptiste Nothomb imagine de son côté un stratagème pour récupérer également le Limbourg. En effet, les protocoles de Londres du 20 janvier stipulaient que les Pays-Bas retrouveraient leurs frontières d'avant 1790. Or, à cette date, de nombreuses enclaves existaient à l'intérieur des Provinces-Unies, que Nothomb espérait pouvoir échanger contre le Limbourg. Le 26 juin 1831, la conférence de Londres édicte le Traité des XVIII articles, qui permet à la fois le rachat du Luxembourg et l'échange du Limbourg.
Le prince Léopold déclare qu'il accepte le trône de Belgique si le Congrès national ratifie ce traité. Joseph Lebeau doit alors utiliser tous ses talents d'orateur pour défendre le texte devant le Congrès, radicalement opposé à toute négociation concernant l'intégrité du territoire belge. Pour le convaincre, il annonce même solennellement qu'il quitterait le pouvoir une fois le traité ratifié. Il reçoit l'appui de certains députés, tel Félix De Mûelenaere. Les débats, qui durent plusieurs jours, s'achèvent le 9 juillet avec la ratification du traité par 126 voix contre 70.
Après son intronisation, Léopold Ier demande à Lebeau de constituer un gouvernement. L'homme refuse, tenu par son engagement vis-à-vis du Congrès, et il recommande au roi Félix De Mûelenaere. Il retrouve à Liège son poste d'avocat général.

### Campagne des Dix-Jours
Le 2 août, le roi, alors à Liège pour sa Joyeuse Entrée, apprend que les troupes hollandaises marchent sur la Belgique. Il réalise que l'appui de la France et du Royaume-Uni est indispensable pour résister, mais ne peut lui-même faire appel aux puissances étrangères en vertu de la constitution (article 121). Comme alors le Congrès est dissous et que les nouvelles chambres ne sont pas encore élues, il fait appel à Joseph Lebeau, qui n'est même plus ministre, pour rédiger une demande d'aide à Londres et à Paris. L'homme politique s'exécute et accepte ensuite de devenir ministre sans portefeuille.
L'attaque hollandaise entraîne des défaites locales et le recul général des troupes belges. Voulant éviter de connaître les risques d'une guerre de rues comme en septembre 1830, les Hollandais contournent la capitale par l'est, mais l'arrivée de l'armée française appelée par le roi Léopold Ier et Lebeau les contraint à se retirer dans la place forte d'Anvers. Dès la fin des hostilités, à la prise d'Anvers, Lebeau démissionne et retourne à Liège.
Il est à nouveau ministre dans le gouvernement d'Albert Goblet d'Alviella (ministre de la Justice, 1832-1834). Il est ensuite gouverneur de la province de Namur, tout en restant député. Il convainc les parlementaires à ratifier le Traité des XXIV articles qui établit définitivement l'indépendance de la Belgique reconnue et garantie par les grandes puissances. Après la signature du traité par Guillaume Ier des Pays-Bas Joseph Lebeau se retire provisoirement de la vie politique parlementaire en prenant prétexte que sa relation avec le chef du gouvernement Barthélémy de Theux de Meylandt était devenue conflictuelle. Celui-ci le nomme ambassadeur de Belgique auprès de la Diète de Francfort et reste à ce poste pendant six mois.

### Premier gouvernement libéral homogène
Il est rappelé au pouvoir par le roi en avril 1840 et met en place le premier gouvernement libéral homogène (Mathieu Leclercq à la Justice, Édouard Mercier aux Finances, Charles Liedts à l'Intérieur, Charles Rogier aux Travaux publics et aux Beaux-Arts et le général Gérard Buzen à la Guerre). Ce gouvernement est marqué par des dissensions entre le roi et le chef du gouvernement et surtout par l'opposition du Sénat aux mains des catholiques. Le 13 avril 1841, Lebeau remet sa démission un an à peine après la constitution du gouvernement.
En 1847, il est de nouveau élu député de Huy.
En 1852, il refuse l'offre du roi de revenir au pouvoir. Il renonce à son mandat de député en 1863. Il retourne à Huy après les élections de 1864 et y meurt en mars 1865.

## Œuvres
- Jean Bartelous, Nos Premiers Ministres, de Léopold Ier à Albert Ier, Bruxelles, J.M. Collet, 1983
- Carlo Bronne, Joseph Lebeau, Bruxelles, La Renaissance du Livre, coll. « Notre passé », 1944, 114 p.
- Fernand Daxhelet, Joseph Lebeau, Bruxelles, Charles Dessart, 1945
- Théodore Juste, Joseph Lebeau d'après des documents inédits, Bruxelles, C. Muquardt, 1866

## Hommages
- À Bruxelles, la rue Joseph Lebeau[6] porte son nom depuis 1891 et sa statue se dresse avenue de Tervueren à Woluwe-Saint-Pierre.
- À Liège, la rue Lebeau fait face à la rue Paul Devaux ; les deux rues sont adjacentes à l'avenue Rogier.
- À Huy, une statue de Joseph Lebeau, par le sculpteur Guillaume Geefs est inaugurée 16 août 1869 par le roi Léopold II, à l'extrémité de l'avenue Joseph Lebeau.
- Le 15 novembre 1965, l'administration des postes a émis un timbre-poste spécial d'après un tableau d'Alfred Schollaert en commémoration du centenaire du décès de Joseph Lebeau[5].
- Il est nommé ministre d'État en 1857 mais refuse le titre de comte[5].

## Distinctions
- Grand cordon de l'ordre de Léopold en 1861 (Belgique).
- Croix de fer (Belgique) : membre du Congrès national (Belgique).
- Grand-croix de l'ordre du Christ en 1841 (Portugal).
- Grand-Croix de l'ordre du Sauveur (Grèce).
- Décoration 1ère classe du Nichan Iftikhar (Tunisie).